# Драліни
Драліни (пол. Draliny, нім. Dralin) — село в Польщі, у гміні Павонкув Люблінецького повіту Сілезького воєводства.
Населення — 199 осіб (2011).
У 1975-1998 роках село належало до Ченстоховського воєводства.

## Демографія
Демографічна структура станом на 31 березня 2011 року:
|          | Загалом | Допрацездатний вік | Працездатний вік | Постпрацездатний вік |
| -------- | ------- | ------------------ | ---------------- | -------------------- |
| Чоловіки | 100     | 21                 | 73               | 6                    |
| Жінки    | 99      | 14                 | 67               | 18                   |
| Разом    | 199     | 35                 | 140              | 24                   |